# Brama brama
Il pesce castagna (Brama brama, anche noto con il sinonimo Brama rayi) è un pesce di mare della famiglia bramidae.

## Distribuzione e habitat
È un pesce simi cosmopolita e si trova in tutti gli oceani. Nelle acque europee arriva a nord fino alla Norvegia ed è abbastanza comune nel mar Mediterraneo con l'eccezione del mar Adriatico settentrionale, dove è raro. 

È una specie pelagica di profondità, si può trovare in genere tra 100 e 1000 metri di fondale, in acque libere.

## Descrizione
Ha una sagoma caratteristica, con corpo ovale alto e compresso lateralmente e "faccia" schiacciata, con bocca molto grande che arriva ben oltre l'occhio. La pinna dorsale è unica ed è simmetrica all'anale, entrambe queste pinne sono rilevate nella porzione più anteriore, le pinne ventrali sono piccole, le pettorali invece sono molto grandi. La pinna caudale è profondamente forcuta. 

Il colore del pesce vivo è grigio argenteo uniforme che, nel pesce morto, diventa grigio piombo. Davanti agli occhi è presente una macchia dorata. L'interno della bocca è nero. 

Può eccezionalmente raggiungere i 70 cm.

## Alimentazione
È un vorace predatore che si nutre soprattutto di altri pesci.

## Riproduzione
Avviene in estate, in tale stagione i pesci si avvicinano (relativamente) alle coste e formano piccoli banchi. Uova e larve sono pelagiche.

## Biologia
Questa specie compie migrazioni annuali, nella parte nord del suo areale si trattiene solo nel periodo estivo, tornando in acque più temperate durante la stagione fredda.

## Pesca
Viene catturato abbastanza occasionalmente con reti e palamiti, le sue carni sono apprezzate in cucina sebbene abbiano un forte, ma non sgradevole, odore.